# Microcerella tarmaensis
Microcerella tarmaensis är en tvåvingeart som beskrevs av Tibana och Guilherme A.M.Lopes 1987. Microcerella tarmaensis ingår i släktet Microcerella och familjen köttflugor.
Artens utbredningsområde är Peru. Inga underarter finns listade i Catalogue of Life.